# Trichonis immaculata
Trichonis immaculata är en fjärilsart som beskrevs av Percy I. Lathy 1930. Trichonis immaculata ingår i släktet Trichonis och familjen juvelvingar. Inga underarter finns listade i Catalogue of Life.